# ماسيمو فيتالي
ماسيمو فيتالي (بالإيطالية: Massimo Vitali)‏ هو صحفي ومصور إيطالي، ولد في 1944 في كومو في إيطاليا.

## وصلات خارجية
- الموقع الرسمي
- ماسيمو فيتالي على موقع ديسكوغز (الإنجليزية)